# Olga Rodríguez

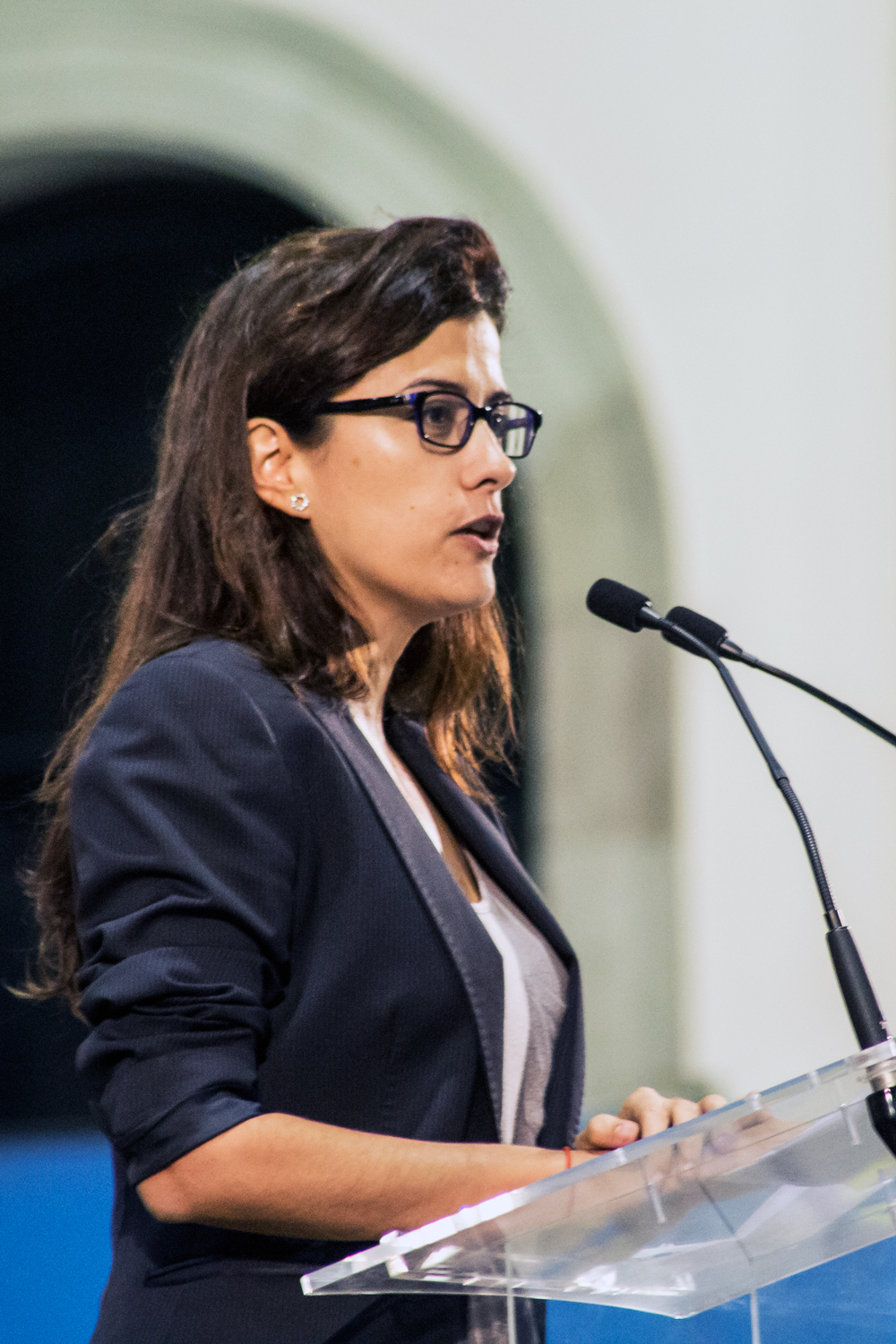
Olga Rodríguez bei einer Rede

Olga Rodríguez Francisco (* 1975 in León) ist eine spanische Journalistin. Sie ist Mitbegründerin der spanischen Online-Nachrichten elDiario.es.

## Leben
Rodríguez absolvierte die Universität Complutense Madrid und die Nationale Fernuniversität (UNED).
Im Jahr 2003 berichtete sie über den Krieg im Irak. Sie war im Palestine Hotel während des Todes von José Couso und Taras Protsyuk, einem spanischen und einem ukrainischen Kameramann, die beide durch US-amerikanischen Raketenbeschuss in Bagdad ums Leben kamen. Sie berichtete aus den palästinensischen Gebieten, Afghanistan und Syrien und schrieb über die afghanische, irakische oder syrische Flüchtlingskrise. Im Jahr 2011 berichtete Rodríguez über den Arabischen Frühling in Ägypten.
Bei eldiario.es war sie für die Abteilung Menschenrechte zuständig und arbeitete als Assistentin für die Leitung der Firma.
Sie ist auch für andere Medien tätig wie Cadena SER, CNN+, Cuatro Publico, El Pais, Periodismo Rumano und RNE. Statt über bewaffnete Konflikte zu sprechen, wäre sie eigenen Angaben zufolge lieber als Friedenskorrespondentin tätig. Jedoch hätte sie ihr Leben schon dem engagierten Journalismus gewidmet. Sie berichtet realitätsnah, wie Menschen in Krisen- und Konfliktgebieten leben und für das Überleben kämpfen müssen.
Für ihre Arbeit zur Verteidigung der Menschenrechte bekam sie 2018 in Italien den Pimentel Fonseca Award verliehen.

## Werke
- Aquí Bagdad. Crónica de una guerra (Editorial Velecío, 2004).[5][6]
- José Couso, la mirada incómoda (2004), como coautora.[7]
- El hombre mojado no teme la lluvia. Voces de Oriente Medio (Editorial Debate, 2009).
- Yo muero hoy. Las revueltas en el mundo árabe (Editorial Debate, 2012).7
- Karama. Las revueltas árabes (Editorial EnDebate, digital)